# 2018년 동계 올림픽 이란 선수단
2018년 동계 올림픽 이란 선수단은 대한민국 평창에서 개최될 2018년 동계 올림픽에 참가하는 올림픽 이란 선수단이다.
이번 대회에서는 남녀 선수 두 명씩 총 네 명이 알파인스키와 크로스컨트리 종목에 각각 참가한다.

## 참가 선수
다음은 각 종목별 참가 현황이다.
| 종목         | 남자 | 여자 | 총합 |
| ------------ | ---- | ---- | ---- |
| 알파인스키   | 1    | 1    | 2    |
| 크로스컨트리 | 1    | 1    | 2    |
| 총합         | 2    | 2    | 4    |

## 메달 집계
| 종목 | 1 | 2 | 3 | 합계 |
| 합계 |   |   |   |      |

## 종목별 성적

### 알파인 스키
이란에는 총 두 명의 선수가 배정됐으며 각각 남녀 종목에 출전할 예정이다.

### 크로스컨트리 스키
이란에는 총 두 명의 선수가 배정됐으며 각각 남녀 종목에 출전할 예정이다.